# 1812 (numero)
Milleottocentododici (1812) è il numero naturale dopo il 1811 e prima del 1813.

## Proprietà matematiche
- È un numero pari.
- È un numero composto da 12 divisori: 1, 2, 3, 4, 6, 12, 151, 302, 453, 604, 906, 1812. Poiché la somma dei suoi divisori (escluso il numero stesso) è 2444 > 1812, è un numero abbondante.
- È un numero felice.
- È un numero rifattorizzabile in quanto divisibile per il numero dei propri divisori.
- È un numero di Harshad nel sistema numerico decimale, cioè è divisibile per la somma delle sue cifre.
- È un numero di Ulam.
- È un numero congruente.
- È un numero semiperfetto in quanto pari alla somma di alcuni (o tutti) i suoi divisori.
- È un numero odioso.
- È parte delle terne pitagoriche (755, 1812, 1963), (1359, 1812, 2265), (1812, 2416, 3020), (1812, 5285, 5587), (1812, 22765, 22837), (1812, 45584, 45620), (1812, 68391, 68415), (1812, 91195, 91213), (1812, 136800, 136812), (1812, 205205, 205213), (1812, 273609, 273615), (1812, 410416, 410420), (1812, 820835, 820837).